# Challenger DCNS de Cherbourg 2000
Il Challenger DCNS de Cherbourg 2000 è stato un torneo di tennis facente parte della categoria ATP Challenger Series nell'ambito dell'ATP Challenger Series 2000. Il torneo si è giocato a Cherbourg in Francia dal 28 febbraio al 5 marzo 2000 su campi in sintetico indoor.

## Vincitori

### Singolare
Julien Boutter ha battuto in finale  Michail Južnyj con il punteggio di 6–0, 6–1

### Doppio
Julien Boutter /  Michaël Llodra hanno battuto in finale  Julien Benneteau /  Nicolas Mahut con il punteggio di 2–6, 6–4, 7–5